# 355P/LINEAR-NEAT
355P/LINEAR-NEAT, komet Jupiterove obitelji